# Euseboides plagiatoides
Euseboides plagiatoides là một loài bọ cánh cứng trong họ Cerambycidae.